# Gaius Calpurnius Piso (konsul 41 e.Kr.)
Gaius Calpurnius Piso, död 19 april 65 i Rom, var en romersk senator, som givit namn åt pisonianska sammansvärjningen mot Neros liv.
Gaius Calpurnius Piso var en som sakförare omtyckt man och tillhörde gens Culpurnia. År 40 bannlyste kejsar Caligula honom av svartsjuka från Rom, sedan han först framtvingat skilsmässa mellan Piso och hans hustru Livia Orestilla och sedan anklagat Piso för otukt med samma kvinna. Efter mordet på Caligula i januari år 41 återvände han till Rom, kallad av kejsar Claudius till medkonsul. Sedermera blev Piso en framstående senator. 
Under år 64, med Roms brand, samlades många till konspirationer mot kejsar Nero, däribland Piso. Piso bestämdes av de sammansvurna till att efterträda Nero och gav sitt namn åt sammansvärjningen. Sedan hela saken blivit upptäckt och förrådd, tvingades Piso och hans sammansvurna till självmord.